# Betsy Nagelsen
Betsy Nagelsen McCormack (St. Petersburg, Florida, 1956. október 23. –) amerikai teniszezőnő. 1973-ban kezdte profi pályafutását, tizenhárom páros WTA-torna győztese. Két páros Grand Slam-tornán szerzett bajnoki címet, ezentúl egy egyéni, egy vegyes és két páros döntőn maradt alul.

## Grand Slam-győzelmek

### Páros (2)
| Év   | Torna           | Partner             | Ellenfelek a döntőben       | Eredmény a döntőben |
| 1978 | Australian Open | Renáta Tomanová     | Naoko Sato Pam Whytcross    | 7–5, 6–2            |
| 1980 | Australian Open | Martina Navratilova | Ann Kiyomura Candy Reynolds | 6–4, 6–4            |